# アルミード (映画)
『アルミード』（仏語：Armide、あるいはAria : Enfin il est en ma puissance）は、1987年（昭和62年）製作・公開のイギリスのオムニバス映画『アリア』の一篇として、ジャン＝リュック・ゴダールが監督した短篇映画である。

## 概要
オムニバス全体についてはアリア (1987年の映画)を参照。

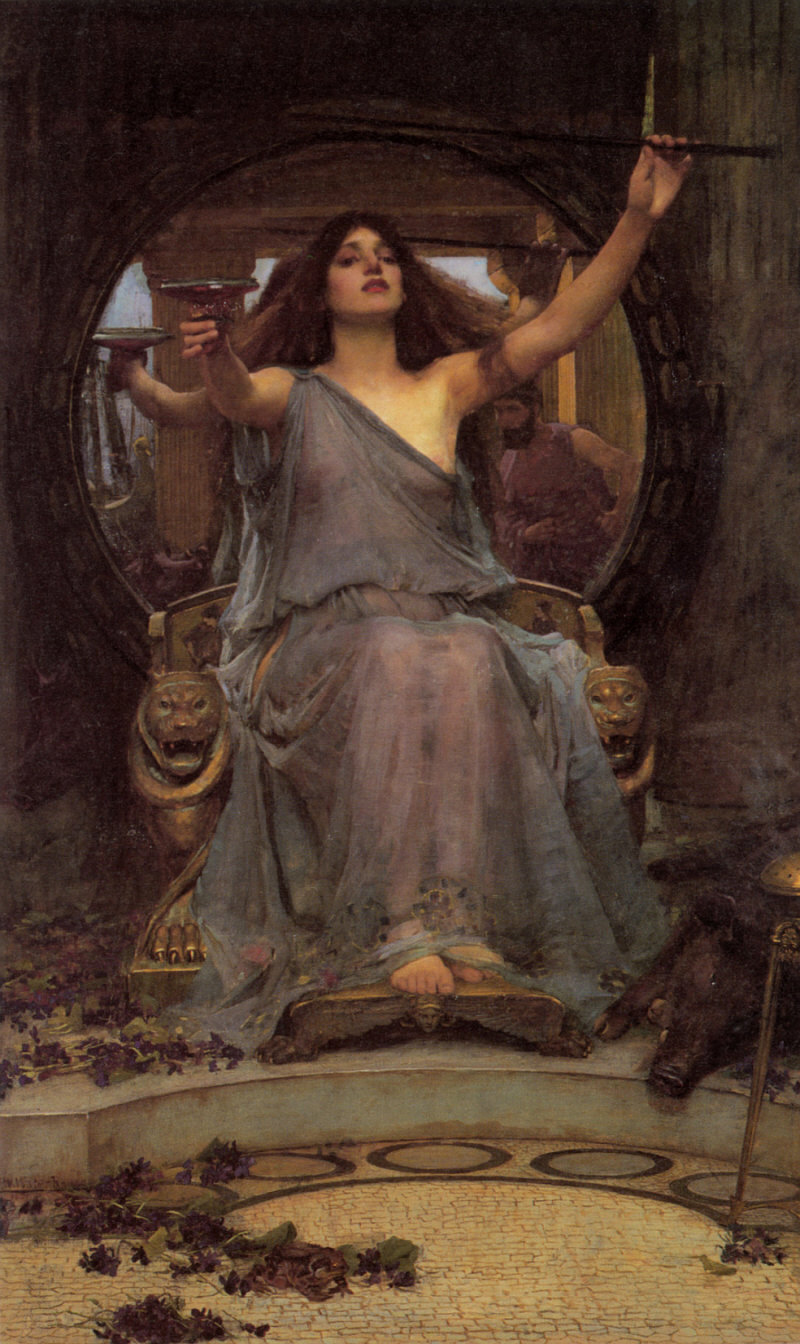
アルミードのモデル・キルケー、1891年

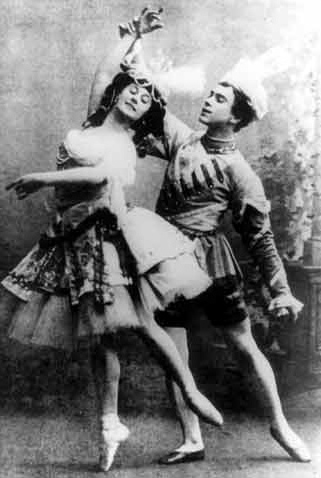
アンナ・パヴロワのアルミード、1909年

作曲家ジャン＝バティスト・リュリが、詩人・俳優のフィリップ・キノーとともにつくった叙情悲劇『アルミード』（1686年）をもとに、ゴダールは、ちょうど300年後の1987年当時の現代、この物語をスポーツ・センターを舞台に描いた。
リュリの『アルミード』は、もともとイタリアの詩人トルクァート・タッソが1575年に書いた叙事詩『解放されたエルサレム』を下敷きにしている。タッソにおけるアルミーダは魔女で、ムスリムと闘うキリスト教徒の十字軍の騎士たちを誘惑する。タッソは、アルミーダのモデルを、古代ギリシアの詩人ホメーロスが紀元前8世紀、叙事詩『オデュッセイア』に描いた魔女キルケーに求めたとされる。
18世紀の舞踏家ジャン＝ジョルジュ・ノヴェールにも、『ルノーとアルミード』（ミラノ 1775年 - ロンドン 1782年）という著作があり、作曲家クリストフ・ヴィリバルト・グルックにも『アルミード』（1777年）というオペラ作品がある。ロシアの作曲家ニコライ・チェレプニンはバレエ『アルミードの館』（1908年）を書いており、初演はアンナ・パブロワとヴァーツラフ・ニジンスキーである。ジャン・コクトーにも戯曲『ルノーとアルミード』（1943年）がある。
ゴダールによる本作は、2,800年前の魔女キルケーに始まる「アルミード」の歴史を変奏するものである。それと同時に、ジガ・ヴェルトフ集団時代の『勝利まで』（1970年）、アンヌ＝マリー・ミエヴィルとの『ヒア & ゼア こことよそ』（1974年 - 1976年）、『レフューズニクたちへの祈り』（2006年）、『ゴダール・ソシアリスム』（2010年）と延々かかわりつづけるパレスチナの問題への1980年代的展開でもある。

## スタッフ
- 監督・脚本・編集 : ジャン＝リュック・ゴダール
- 作詞・台詞 : フィリップ・キノー
- 音楽 : ジャン＝バティスト・リュリ
- オーケストラ指揮 : フィリップ・ヘレヴェッヘ
- 撮影監督 : カロリーヌ・シャンプティエ
- 録音 : フランソワ・ミュジー
- プロデューサー : ドン・ボイド
- 製作 : ア・ドン・ボイド・プロダクション

## キャスト
- マリオン・ピーターソン （若い女役）
- ヴァレリー・アラン （若い女役）

以下ボディビルダー
| - ジャック・ヌーヴィル - ルーク・コア - クリスチャン・コーション - フィリップ・ペラン - パトリス・ランゲ | - リオネル・ソラン - ジャン・コフィネ - アレクサンドル・デ・グランジュ - ジェラール・ヴィヴ - フレデリック・ブロス | - パスカル・ベルモン - ジャン・リュック・コール - ベルナール・ゴドレー - ドミニク・マノ - パトリス・トリディアン |

## ストーリー
1987年、ジャン＝バティスト・リュリが叙情悲劇『アルミード』を発表した時代から、ちょうど300年が経過した現代。多くの若者たちが、スポーツ・センターで身体を鍛えている。そこに清掃作業に現れた若い女は、ボディビルダーの一群のなか、筋骨隆々、上腕にタトゥーをした1人の若者に惹かれる。若者は、女がその肉体に触れても、作業着一枚を脱いで全裸になっても、若い女に気づかないのだ。やがて女の心に怒りが沸き起こり、若者の背中にナイフをふりかざす。

## 関連事項
- ジャン＝リュック・ゴダール監督作品一覧

## 註
1. ↑  キネマ旬報DBサイト内の「アリア」の項の記述を参照。